# 芇福成
芇福成（1951年—），河北丰润人，汉族，中华人民共和国政治人物、第十一届全国人民代表大会解放军代表。
毕业于国防大学基本系联合战役专业，是中共党员。担任河北省军区司令员。2008年起担任全国人大代表。